# Хікікоморі

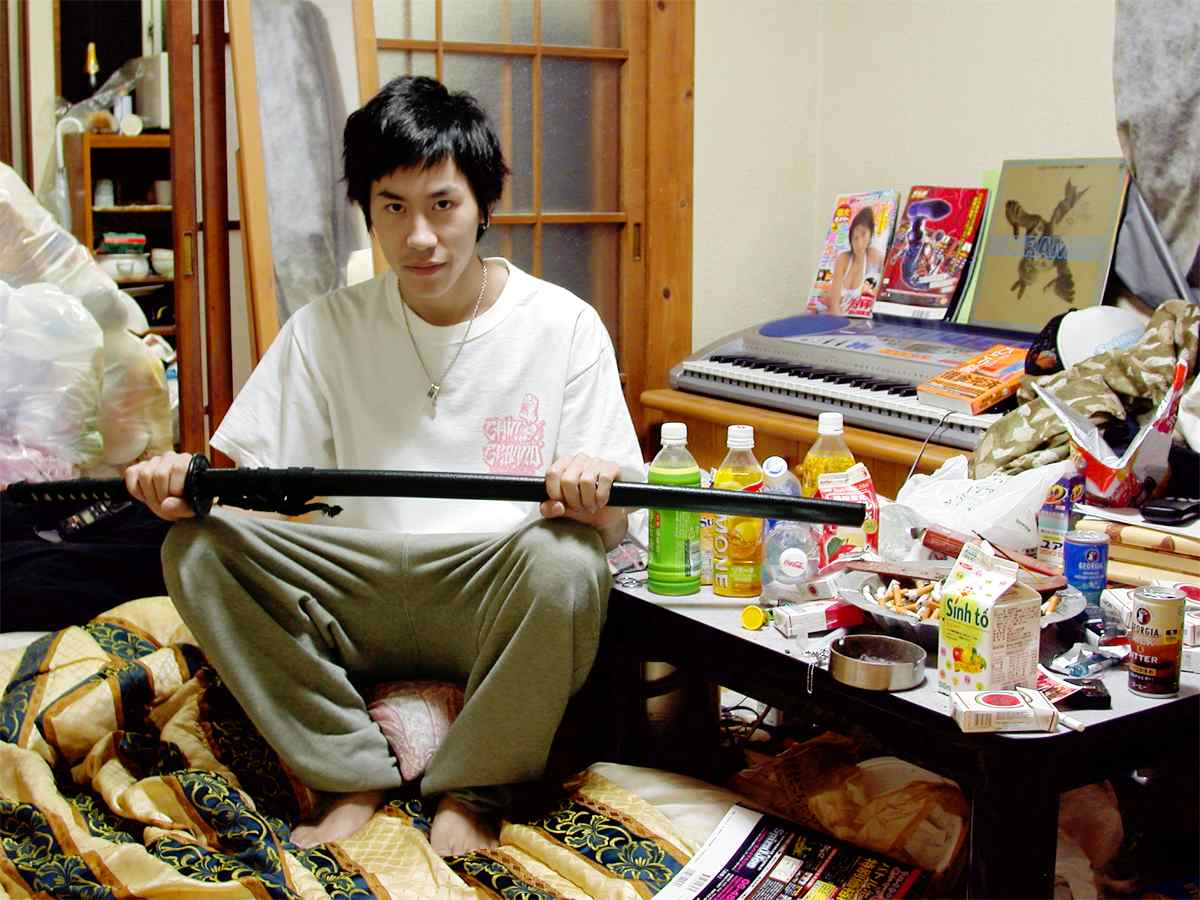
Хікікоморі, Японія

Хікікоморі (яп. 引きこもり, «той, хто замкнувся») — соціофоб, молодий відлюдник, особа, що не бажає соціалізуватися, сторониться контактів з суспільством. Термін походить з японської мови. Широко використовують в Японії для позначення соціофобії та психічних розладів у молоді (переважно в молоді з заможних сімей віком до 30 років), пов'язаної з соціальною адаптацією. За неофіційними підрахунками в Японії в цей час налічується до 1 млн хікікоморі, а це 20 % від загальної кількості молоді. Хоча офіційна статистика міністерства охорони здоров'я Японії називає інше число — близько 50 тисяч осіб. Відома подія в місті Наґасакі, де дівчинка Невада-тан зі синдромом хікікоморі зарізала свою однокласницю канцелярським ножем.

## Визначення
Міністерство охорони здоров'я Японії визначає хікікоморі як осіб, що відмовляються залишати батьківський дім, ізолюють себе від суспільства та сім'ї у окремій кімнаті протягом більш ніж шести місяців та не мають якої-небудь роботи чи заробітку. Попри те, що явище залежить від особистих особливостей, деякі хікікоморі перебувають в ізоляції кілька років поспіль, а в деяких випадках — десятки років.
Також використовується термін NEET, що розшифровується як «Not in Employment, Education or Training», але це не завжди вірно або завжди не вірно. Ця абревіатура, як і термін «хікікоморі», зараз найчастіше вживається у східноазійських країнах — Японії, Кореї, Китаї. У 2002 році в Японії налічувалося від 650 до 850 тис. осіб, що потрапляють під це визначення. Подібні люди існують і в США та ЄС (де їх називають «basement dwellers»), і в Європі — зокрема, саме поняття «NEET» виникло у Великій Британії.

## Типові риси та природа явища
Багато людей відчувають стрес, взаємодіючи з навколишнім світом, проте тільки у хікікоморі це призводить до таких патологічних явищ як повна, тривала самоізоляція. В деяких випадках вони роками можуть не покидати своєї квартири або навіть своєї кімнати. Зазвичай у них дуже вузьке коло друзів або взагалі їх немає.
Багато представників молоді, перебуваючи в оточенні інших людей, відчуває дискомфорт, відчуття страху, запаморочення, сором'язливість, аритмію та інші прояви соціофобії. Хікікоморі бояться соціуму та відштовхують його, або навпаки, їх з цього соціуму виштовхують самі люди. У денний час вони, як правило, сплять, прокидаються о другій половині дня, а вночі та ввечері дивляться телебачення, грають у комп'ютерні ігри, читають книжки чи спілкуються в інтернет-чатах. Це не означає, що хікікоморі нічим не займаються, є хікікоморі-поети, письменники, художники, вебдизайнери та вікіпедисти. Як правило, таких людей утримують батьки, але трапляється, що хікікоморі живуть в окремих квартирах, за які знову ж таки платять батьки.
Зовсім нещодавно в Японії почали видавати книжки та посібники для родичів хікікоморі, а також різноманітні матеріали для самих хікікоморі, аби повернути їх у суспільство.
Незважаючи на те, що «хікікоморі» воліють не залишати приміщень, деякі з них при нагоді вибираються назовні. Самоізоляція від суспільства зазвичай починається поступово. Люди, що стали «хікікоморі», втрачають друзів, можуть зовні здаватися нещасливими, стають емоційно беззахисними, сором'язливими і нетовариськими.

## Масштаб явища
За даними звіту уряду Японії від 2010 року, в країні налічувалося 700.000 осіб, що ведуть спосіб життя хікікоморі, середній вік яких становив 31 рік. Хоча існують й інші оцінки чисельності населення хікікоморі. У цій групі можна виокремити вікових (понад 40 років) самітників; їх зазвичай називають першим поколінням. На даний час вони мають стаж ізоляції більше 20 років та є певні труднощі в тому, як вони будуть інтегруватися в суспільство після того, як їхні батьки почнуть помирати, а самим хікікоморі буде по 60 років і стаж їхньої ізоляції сягне 40 років. Проблема отримала назву «Виклик 2030 року». Окрім цього, уряд Японії припускає, що ще 1,55 мільйона осіб перебувають на межі перетворення на хікікоморі. Психолог Тамакі Саіто, який і вигадав сам термін, спочатку припускав, що кількість хікікоморі в Японії становить трохи більше мільйона, або близько 1 % населення країни. Однак, зважаючи на те, що хікікоморі-підлітки переховуються, а їхні батьки часто відмовляються говорити про цю проблему, встановити точне число хікікоморі надзвичайно важко.
Хоча термін описує явище, що існує в Японії, люди зі схожими симптомами зустрічаються і в інших країнах. Хікікоморі в наш час є майже у всьому цивілізованому світі, та в Україні зокрема, де дослідження з кількості хікікоморі ніколи не проводилися. В Україні, через недосвідченість суспільства, дуже легко стати хікікоморі, особливо якщо йдеться про дитину чи підлітка, що належить до певної меншини, наприклад ЛГБТ, або є неформалом. У всіх більш-менш великих містах України є хікікоморі.

## Теорії походження

### Розлад особистості
Самоізоляція, демонстрована хікікоморі, є частим симптомом у людей з депресією, обсесивно-компульсивними розладами або розладами аутистичного спектра (сюди належать, зокрема, синдром Аспергера та «класичний» аутизм). Це навело деяких дослідників на думку, що, можливо, хікікоморі потерпають від певних психічних розладів, які порушують їхню соціальну інтеграцію, однак клінічна картина є нечіткою через істотні культурні відмінності між заходом та сходом. Сува і Хара (2007) у своєму дослідженні пишуть, що з 27 вивчених випадків в 17 спостерігалися психічні розлади і тільки 10 не мали явних відхилень.
На думку Michael Zielenziger'а, автора книги «Shutting out the Sun: як Японія створила своє власне втрачене покоління», описуваний синдром більше схожий на пост-травматичний стресовий розлад. Автор стверджує, що хікікоморі, опитані для книги, виявили настільки незалежне мислення і самовідчуття, що їм немає місця у консервативному японському суспільстві. Тому, неприйняті однолітками, вони вимушені ізолювати себе від образ та знущання. Синдром хікікоморі також очевидно тісно пов'язаний з уникливим або тривожним розладом особистості, також відомим як соціофобія.

### Вплив культури та соціуму
Основні чинники, що збільшують проблему хікікоморі в Японії, такі:
1. Потужна економіка країни дає можливість японським сім'ям з середнього класу і вище утримувати своїх дітей фактично нескінченно. Однак в сім'ях з достатком нижче середнього хікікоморі — явище рідкісне[14].
2. Нездатність японських батьків розпізнати проблему і зупинити сповзання чада в ізоляцію; батьківська м'якість, або емоційна взаємозалежність сина і матері, відома в Японії як Амае[15].
3. Десятиріччя відсутності явного економічного зростання і хиткий ринок праці змусили багатьох засумніватися в тому, що зусилля, витрачені на кар'єру, окупляться[16][17]. Багато молодих японців припускають, що система, що забезпечувала довічну зайнятість і кар'єрний ріст їхніх батьків і дідів, більш не працює[18] і відсутність чітких життєвих та кар'єрних орієнтирів робить деяких з них уразливими до самоізоляції та перетворення у хікікоморі.

## Фінанси хікікоморі
Хікікоморі живуть в основному за рахунок батьків, або отримують допомогу з безробіття від уряду. Вони нечасто працюють, оскільки це зазвичай вимагає хоча б мінімальної соціалізації. Однак, іноді, хоча і надзвичайно рідко, деяким хікікоморі вдається досягти успіху, прикладом цього може служити випадок Такасі Котегави. Він почав торгувати на біржі JASDAQ Securities Exchange у 2000 році, з капіталом усього 14 000 доларів США, і за сім років зумів збільшити його більш ніж в 10 000 разів до 152 000 000. Його ім'я вперше стало відомо широкій громадськості в зв'язку зі скандалом 2005 року, коли через помилку одного із співробітників інвестиційного банку «Mizuho Securities» ряд трейдерів, і в тому числі Такасі Котегава, змогли заробити шалені гроші в одну мить — Котегава тоді отримав 20 000 000 за 10 хвилин.

## У сучасній культурі
Аналізу явища присвячені твори багатьох сучасних японських діячів мистецтва. Головний герой книги Рю Муракамі «Паразити» — хікікоморі, поступово наближається до порогу божевілля. У аніме-серіалі «Ласкаво просимо в NHK» зображені герої, які ведуть асоціальний спосіб життя, причому різним варіантам соціальної ізоляції присвячені по одній-дві серії. В аніме-серіалі Rozen Maiden сюжет обертається навколо інфантильного головного героя, який кинув середню школу і став хікікоморі.
Дівчина хікікоморі є героєм корейського фільму «Робінзон на Місяці» 2009 року.